# 阿猛镇
阿猛镇，是中华人民共和国云南省文山壮族苗族自治州砚山县下辖的一个乡镇级行政单位。

## 行政区划
阿猛镇下辖以下地区：
阿猛村、上拱村、千庄村、顶丘村、迷法村、阿基村、租那村、石板房村、阿绞村、水塘村、伍家寨村、小各大村和倮居黑村。